# SR-22 (страхование)
SR-22 — подтверждение (также «страховой сертификат» или «заявлением о финансовой ответственности») страхования автогражданской ответственности в США, которое выдаётся в большинстве штатов США Департаментом транспортных средств (DMV) для водителей так называемых страховых полисов «высокого риска».

## Описание
SR-22 — это не страховой полис, а юридический документ или дополнение, которое добавляется к полису страхования личной автомобильной ответственности. Не все страховые компании предлагают регистрацию SR-22 на всех территориях. Например, страховщик может предложить традиционное базовое покрытие в определённом штате, но не выдавать SR-22 в этом штате.
DMV может потребовать от водителя сертификат SR-22 для восстановления водительских прав после автомобильной аварии без оформленного заранее страхования или осуждения за другое правонарушение, связанное с дорожным движением, например, вождение под воздействием психоактивных веществ или в состоянии алкогольного опьянения. SR-22 может потребоваться на три года в случае осуждения за вождение без страхования или вождение с приостановленными правами и до пяти лет в случае вождения в нетрезвом виде. Если срок действия SR-22 истекает или он аннулируется, страховая компания выдаёт форму SR-26, подтверждающую аннулирование этого полиса.
Некоторые штаты принимают сертификат SR-22 в качестве альтернативы денежному залогу или залогу в качестве доказательства финансовой ответственности. В Аризоне, например, водитель, добивающийся восстановления прав на вождение транспортным средством, при некоторых обстоятельствах может подать форму SR-22 вместо внесения 40 000 долларов наличными или депозитных сертификатов.
SR-22 не является фактическим страховым полисом, а просто видом дополнительного страхования, которое добавляется к страхованию личной автомобильной ответственности. Не все страховые компании предлагают сертификат SR-22.